# Jan Zach
Pour les articles homonymes, voir Zach.
Jan Zach est un compositeur bohémien né le 13 novembre 1699 à Čelákovice en royaume de Bohême, mort le 24 mai 1773 à Ellwangen.
Il est organiste et violoniste à Prague, où il joue dans les églises, jusqu'en 1737. Il est nommé maître de chapelle de l'électeur de Mayence en 1745, poste dont il est congédié en 1756.